# Sobe (hermana de Santa Ana)
Sobe, también conocida como Sovin, era la madre de Santa Isabel y hermana de Santa Ana, según las crónicas bizantinas medievales.
Los registros de la Biblia solo confirman que era una descendiente de Aarón y una prima (o familiar) de María. El nombre de Sobe aparece primero en los escritos del siglo VIII de Hipólito de Tebas, Andrés de Creta, y Epifanio el monje, y más tarde en los de Nicéforo Calixto y Andrónico. Todo viene resumido en el siguiente pasaje:

Había tres hermanas de Belén, hijas del sacerdote Matthan y su esposa María, bajo el reinado de Cleopatra y Sosipatro, antes del reinado de Herodes, el hijo de Antípatro de Idumea: la mayor se llamaba María, la segunda era Sobe y el nombre de la tercera era Ana. La mayor se casó en Belén y tuvo por hija a Salomé, la matrona; la segunda se casó también en Belén, y fue la madre de Isabel; la última se casó en Galilea, y tuvo como hija a María, la madre de Cristo.

ne.